# Srednja vrednost
Postoji nekoliko tipova srednje vrednosti u raznim granama matematike (a posebno statistike).
Za skup podataka, aritmetička sredina, koja se naziva i matematičko očekivanje ili prosek, je centralna vrednost diskretnog skupa brojeva: konkretno, zbir vrednosti podeljen sa brojem vrednosti. Aritmetička sredina skupa brojeva x1, x2, ..., x obično se označava sa {\displaystyle {\bar {x}}}, izgovara se „x nadvučeno”. Ako se skup podataka zasniva na nizu opažanja dobijenih uzorkovanjem iz statističke populacije, aritmetička sredina je srednja vrednost uzorka (označena {\displaystyle {\bar {x}}}), da bi se razlikovala od srednje vrednosti ishodišne distribucije, populacione srednje vrednosti (označene sa {\displaystyle \mu } ili {\displaystyle \mu _{x}}).
U verovatnoći i statistici, populaciona sredina ili očekivana vrednost su merilo centralne tendencije bilo raspodele verovatnoće ili slučajne promenljive koju karakteriše ta distribucija. U slučaju diskretne raspodele verovatnoće slučajne promenljive X, prosek je jednak zbiru svih mogućih vrednosti ponderisanih verovatnoćom tih vrednosti; to jest, izračunava se uzimajući proizvod svih mogućih vrednosti x iz X i njegove verovatnoće p(x), a zatim sabiranjem svih tih proizvoda zajedno, što daje {\displaystyle \mu =\sum xp(x)}. Analogna formula se odnosi na slučaj kontinuirane raspodele verovatnoće. Nema svaka distribucija verovatnoće definisanu srednju vrednost. To je na primer slučaj sa Košijevom distribucijom. Štaviše, za neke distribucije srednja vrednost je beskonačna.
Za konačnu populaciju, populaciona srednja vrednost svojstva jednaka je aritmetičkoj sredini datog svojstva, uzimajući u obzir svaki član populacije. Na primer, prosečna visina populacije jednaka je zbiru visina svakog pojedinca podeljenog sa ukupnim brojem jedinki. Srednja vrednost uzorka može se razlikovati od proseka populacije, posebno za male uzorke. Zakon velikih brojeva uslovljava da što je veća veličina uzorka, veća je verovatnoća da će srednja vrednost uzorka biti blizu populacione sredine.
Izvan verovatnoće i statistike, u geometriji i analizi često se koristi širok spektar drugih pojmova „srednje vrednosti”; primeri su dati ispod.

## Tipovi srednje vrednosti

### Pitagorejske srednje vrednosti

#### Aritmetička srednja vrednost (AS)
Aritmetička srednja vrednost (ili jednostavno sredina) za uzorak {\displaystyle x_{1},x_{2},\ldots ,x_{n}}, obično označena sa {\displaystyle {\bar {x}}}, je suma vrednosti uzorka podeljena brojem stavki u uzorku
{\displaystyle {\bar {x}}={\frac {1}{n}}\left(\sum _{i=1}^{n}{x_{i}}\right)={\frac {x_{1}+x_{2}+\cdots +x_{n}}{n}}}
Na primer, aritmetička sredina pet vrednosti: 4, 36, 45, 50, 75 je:
{\displaystyle {\frac {4+36+45+50+75}{5}}={\frac {210}{5}}=42.}

#### Geometrijska srednja vrednost (GS)
Geometrijska sredina je prosek koji je koristan za skupove pozitivnih brojeva koji se interpretiraju u skladu sa njihovim proizvodom, a ne njihovim zbirom (kao što je slučaj sa aritmetičkom sredinom); npr. stope rasta.
{\displaystyle {\bar {x}}=\left(\prod _{i=1}^{n}{x_{i}}\right)^{\frac {1}{n}}=\left(x_{1}x_{2}\cdots x_{n}\right)^{\frac {1}{n}}}
Na primer, geometrijska sredina pet vrednosti: 4, 36, 45, 50, 75 je:
{\displaystyle (4\times 36\times 45\times 50\times 75)^{\frac {1}{5}}={\sqrt[{5}]{24\;300\;000}}=30.}

#### Harmonijska srednja vrednost (HS)
Harmonijska sredina je prosek koji je koristan za skupove brojeva koji su definisani u odnosu na neku jedinicu, na primer brzinu (rastojanje po jedinici vremena).
{\displaystyle {\bar {x}}=n\left(\sum _{i=1}^{n}{\frac {1}{x_{i}}}\right)^{-1}}
Na primer, harmonijska sredina pet vrednosti: 4, 36, 45, 50, 75 je
{\displaystyle {\frac {5}{{\tfrac {1}{4}}+{\tfrac {1}{36}}+{\tfrac {1}{45}}+{\tfrac {1}{50}}+{\tfrac {1}{75}}}}={\frac {5}{\;{\tfrac {1}{3}}\;}}=15.}

#### Odnos između AS, GS i HS
AS, GS i HS zadovoljavaju ove nejednakosti:
{\displaystyle \mathrm {AS} \geq \mathrm {GS} \geq \mathrm {HS} \,}
Jednakost važi samo ako su svi elementi datog uzorka jednaki.

### Statistička lokacija
U opisnoj statistici, srednja vrednost se može pogrešno poistovetiti sa medijanom, modusom ili sredinom opsega, jer se bilo koja od njih može nazvati „prosekom” (formalnije, merom centralne tendencije). Srednja vrednost skupa opažanja je aritmetička sredina vrednosti; međutim, za zakrivljene distribucije srednja vrednost nije nužno ista kao središnja vrednost (medijana) ili najverovatnija vrednost (modus). Na primer, srednji dohodak je tipično zakrivljen naviše zbog malog broja ljudi sa veoma velikim primanjima, tako da većina ima prihod niži od proseka. Nasuprot tome, medijana prihoda je nivo na kojem je polovina stanovništva niža, a polovina iznad. Modus prihod je najverovatniji dohodak i pogoduje većem broju ljudi sa nižim primanjima. Dok su medijana i modus često intuitivnije mere za takve zakrivljene podatke, mnoge zakrivljene distribucije se zapravo najbolje opisuju njihovom srednjom vrednošću, uključujući eksponencijalnu i Poasonovu distribuciju.

### Srednja vrednost distribucije verovatnoće
Srednja vrednost raspodele verovatnoće je dugotrajna aritmetička sredina slučajne promenljive koja ima tu distribuciju. U tom kontekstu ona je takođe poznata i kao očekivana vrednost. Za diskretnu raspodelu verovatnoće, srednja vrednost je data sa {\displaystyle \textstyle \sum xP(x)}, gde se zbir uzima nad svim mogućim vrednostima slučajne promenljive i {\displaystyle P(x)} je funkcija verovatnoće mase. Za kontinuiranu distribuciju, srednja vrednost je {\displaystyle \textstyle \int _{-\infty }^{\infty }xf(x)\,dx}, gde je {\displaystyle f(x)} funkcija gustine verovatnoće. U svim slučajevima, uključujući one u kojima distribucija nije ni diskretna, niti kontinuirana, srednja vrednost je Lebegov integral slučajne promenljive u odnosu na njenu meru verovatnoće. Srednja vrednost ne mora da postoji ili da bude konačna; za neke distribucije verovatnoće srednja vrednost je beskonačna (+∞ ili −∞), dok za ostale nema srednje vrednosti.

### Generalizovane srednje vrednosti

#### Stepenska srednja vrednost
Generalizovana srednja vrednost, takođe poznata kao stepenska srednja vrednost ili Helderova sredina, je apstrakcija kvadratne, aritmetičke, geometrijske i harmonijske sredine. Ona se definiše za skup od n pozitivnih brojeva  sa
{\displaystyle {\bar {x}}(m)=\left({\frac {1}{n}}\sum _{i=1}^{n}x_{i}^{m}\right)^{\frac {1}{m}}}
Birajući različite vrednosti za parameter m, sledeći tipovi srednje vrednosti se dobijaju:
| {\displaystyle m\rightarrow \infty }  | maksimum od {\displaystyle x_{i}} |
| {\displaystyle m=2}                   | kvadratna sredina                 |
| {\displaystyle m=1}                   | aritmetička sredina               |
| {\displaystyle m\rightarrow 0}        | geometrijska sredina              |
| {\displaystyle m=-1}                  | harmonijska sredina               |
| {\displaystyle m\rightarrow -\infty } | minimum od {\displaystyle x_{i}}  |

#### ƒ-srednja vrednost
Ovo se može dalje generalizovati kao generalizovana ƒ-srednja vrednost
{\displaystyle {\bar {x}}=f^{-1}\left({{\frac {1}{n}}\sum _{i=1}^{n}{f\left(x_{i}\right)}}\right)}
i ponovo odgovarajući izbor invertibilne ƒ daje
| {\displaystyle f(x)=x}              | aritmetička sredina,  |
| {\displaystyle f(x)={\frac {1}{x}}} | harmonijska sredina,  |
| {\displaystyle f(x)=x^{m}}          | stepenska sredina,    |
| {\displaystyle f(x)=\ln(x)}         | geometrijska sredina. |

### Ponderisana aritmetička sredina
Ponderisana aritmetička sredina (ili ponderisana sredina) se koristi ako se želi da se kombinuju srednje vrednosti iz uzorka data populacije sa različitim veličinama uzorka:
{\displaystyle {\bar {x}}={\frac {\sum _{i=1}^{n}{w_{i}x_{i}}}{\sum _{i=1}^{n}w_{i}}}.}
Težine {\displaystyle w_{i}} predstavljaju veličine raznih uzoraka. U drugim aplikacijama, one predstavljaju meru pouzdanosti uticaja na srednju vrednost respektivnim vrednostima.

### Zarubljena srednja vrednost
Ponekad skup brojeva može da sadrži osamljene delove, i.e. vrednosti podataka koje su znatno niže ili znatno veće od ostalih. Često su takve vrednosti pogrešni podaci izazvani artefaktima. U tom slučaju, može se koristiti zarubljena sredina. To uključuje odbacivanje datih delova podataka na gornjem ili donjem kraju, obično jednake količine na svakom kraju, a zatim uzimanje srednje aritmetičke vrednosti preostalih podataka. Broj uklonjenih vrednosti prikazan je u procentima od ukupnog broja vrednosti.

### Interkvartilna srednja vrednost
Interkvartilna sredina je specifični primer zarubljene sredine. To je jednostavno aritmetička sredina nakon uklanjanja najniže i najviše četvrtine vrednosti.
{\displaystyle {\bar {x}}={\frac {2}{n}}\;\sum _{i={\frac {n}{4}}+1}^{{\frac {3}{4}}n}\!\!x_{i}}
uz pretpostavku da su vrednosti poređane, to je jednostavno specifičan primer ponderisane srednje vrednosti za specifični skup težina.

### Srednja vrednost funkcije
U nekim okolnostima, matematičari mogu izračunati sredinu beskonačnog (čak i neizbrojivog) skupa vrednosti. To se može dogoditi pri izračunavanju srednje vrednosti {\displaystyle y_{\text{ave}}} funkcije {\displaystyle f(x)}. Intuitivno se ovo može zamisliti kao izračunavanje površine ispod sekcije krive, a zatim deljenje sa dužinom te sekcije. Ovo se može učiniti grubo brojanjem kvadrata na grafičkom papiru ili tačnije integracijom. Formula integracije se piše kao:
{\displaystyle y_{\text{ave}}(a,b)={\frac {1}{b-a}}\int \limits _{a}^{b}\!f(x)\,dx}
Mora se voditi računa dati integral konvertira. Srednja vrednost može biti konačna čak i ako se sama funkcija u nekim tačkama teži ka beskonačnosti.

### Srednja vrednost uglova i cilindričnih kvantiteta
Uglovi, doba dana i druge cikličke veličine zahtevaju modularnu aritmetiku za dodavanje i kombinovanje brojeva. U svim ovim situacijama neće postojati jedinstvena sredina. Na primer, vremena sat vremena pre i posle dvanaest sati su jednako udaljena od ponoći i podneva. Takođe postoji mogućnost da srednja vrednost ne postoji. Ako se razmatra točak boja - ne postoji srednja vrednost skupa svih boja. U tim situacijama mora se odlučiti koja je srednja vrednost najkorisnija. To se može učiniti podešavanjem vrednosti pre usrednjavanja, ili korišćenjem specijalizovanog pristupa za srednju vrednost kružne količine.

### Frešeova srednja vrednost
Frešeova sredina pruža način za određivanje „centra” raspodele mase na površini, ili generalnije Rimanovoj mnogostrukosti. Za razliku od mnogih drugih pristupa, Frešeova sredina je definisana na prostoru čiji se elementi ne mogu nužno sabirati ili množiti skalarima. Ona je ponekad poznata i pod nazivom Karčerova sredina (nazvana po Hermanu Karčeru).

### Druge srednje vrednosti
- Aritmetičko-geometrijska sredina
- Aritmetičko-harmonijska sredina
- Čezarova sredina
- Čisanijeva sredina
- Kontraharmonijska sredina
- Elementarna simetrična sredina
- Geometrijsko-harmonijska sredina
- Velika sredina
- Hajncova sredina
- Heronova sredina
- Identrička sredina
- Lehmerova sredina
- Logaritamska sredina
- Pokretna sredina
- Neuman-Sandorova sredina
- Kvadratna sredina
- Renijeva entropija (generalizovana f-sredina)
- Sferična sredina
- Stolarskijeva sredina
- Ponderisana geometrijska sredina
- Ponderisana harmonijska sredina

## Distribucija srednje vrednosti uzorka
Aritmetička sredina populacije ili populacioni prosek se označava sa µ. Srednja vrednost uzorka {\displaystyle {\bar {x}}} (aritmetička sredina uzorka vrednosti izvučenih iz populacije) čini dobar procenjivač populacione srednje vrednosti, pošto je njegova očekivana vrednost jednaka populacionoj srednjoj vrednosti (to je, nepristrasni procenjivač). Srednja vrednost uzorka je slučajna promenljiva, a ne konstanta, jer se njena izračunata vrednost randomno razlikuje u zavisnosti od toga koji su pripadnici populacije uzorkovani, i konsekventno ima svoju sopstvenu distribuciju. Za slučajni uzorak od n nezavisnih opažanja, očekivana vrednost srednje vrednosti uzorka je
{\displaystyle \operatorname {E} {\bar {x}}=\mu }
a varijansa prosečne vrednosti uzorka je
{\displaystyle \operatorname {var} ({\bar {x}})={\frac {\sigma ^{2}}{n}}.}
Ako je populacija normalno distribuirana, tada je srednja vrednost uzorka normalno distribuirana:
{\displaystyle {\bar {x}}\thicksim N\left\{\mu ,{\frac {\sigma ^{2}}{n}}\right\}.}
Ako populacija nije normalno distribuirana, srednja vrednost uzorka je ipak približno normalno distribuirana, ako je n veliko i σ2/ < +∞. To proizlazi iz centralne granične teoreme.
Srednja vrednost liste predstavlja sve brojevi sabrane i podeljene veličinom liste.